# Гейдеман, Генрих
Генрих Гейдеман (нем. Heinrich Heydemann; 28 августа 1842, Грайфсвальд, Пруссия — 10 октября 1889, Галле, Германская империя) — немецкий классический археолог и филолог, антиковед, историк древнего искусства, специализировавшийся в основном на исследованиях древнегреческих и древнеримских ваз и керамики. Доктор наук, профессор. Редактор.

## Биография
Изучал классическую филологию и археологию в университетах Тюбингена, Бонна, Грайфсвальда и Берлина. Получил степень доктора в 1865 году в Берлинском университете. После окончания университета провёл несколько лет в Греции и Италии.
В 1869 году был назначен приват-доцентом кафедры греческой археологии Берлинского университета.
В 1873 году стал директором-ассистентом в Антиквариуме Королевского музея в Берлине. В 1874 году был назначен доцентом археологии в Университете Галле, где в 1882 году стал профессором. Член Германского археологического института.
В течение ряда лет редактировал журнал «Archäologischen Zeitung».
Был женат на дочери анатома Карла Богуслава Рейхерта.
Умер от неизлечимой болезни желудка.

## Научная деятельность
Посвятил себя изучению древнегреческих и древнеримских ваз и керамики. В своих исследованиях был последователем археолога, филолога-классика, исследователя классической древности К. Бурсиана и искусствоведа А. Шпрингера.
Исследования Г. Гейдемана ο греческой домашней обстановке обратили на него внимание учёного мира.
Перу Г. Гейдемана принадлежит целый ряд монографий. 

## Избранные публикации
- Humoristische vasenbilder aus Unteritalien, 1870
- Griechische Vasenbilder, 1870
- Die antiken Marmor-Bildwerke, 1874
- Die Knöchelspielerin im Palazzo Colonna zu Rom, 1877
- Mittheilungen aus den antikensammlungen in Ober- und Mittelitalien, 1879
- Gigantomachie auf einer Vase aus Altamura, 1880
- Terracotten aus dem Museo Nazionale zu Neapel, 1882
- Alexander der Grosse und Dareios kodomannos auf unteritalischen Vasenbildern, 1883
- Vase Caputi mit Theaterdarstellungen, 1884
- Dionysos' Geburt und Kindheit, 1885